# 徐州九里山机场
徐州九里山机场位于江苏省徐州市城区西北的九里山下。

## 历史
1930年代初，国民政府航空委员会修建土跑道的九里山机场。1938年5月19日，侵华日军兵分两路突进徐州，在九里山机场会合，徐州沦陷。1939年侵华日军改建为水泥机场。1945年，国民政府扩建。成为空军机场。
1950年为支援上海市的防空作战，苏联派来航空兵部队和20架米格-15和20架拉-11战斗机用火车拉到了徐州，在徐州九里山机场装配起来。试飞时在徐州摔掉了一架米格-15。试飞后直接飞到上海。
1950年12月7日，中国人民解放军步兵第86师奉命率师直、256团团直、258团团直及2个团所属的六个步兵营部由厦门北上，于1951年2月10日在徐州九里山机场正式改编为空11师，隶属华东军区空军。1951年3月17日，在该机场接收苏军的一个强击航空兵师装备，共伊尔-10飞机56架，乌伊尔-10飞机5架，雅克-12通信机1架。 
1952年10月29日下午，毛泽东主席乘坐专列停靠九里山机场专用线，参观了九里山白云洞、刘向墓，及给随行人员介绍楚汉相争的故事。
1955年4月至1979年为军民合用机场，成立了徐州民用航空站。先后隶属于民航上海管理处、江苏民航管理处、民航山东省局、管理局教导队、民航江苏省局等归属变革。
中国民航第十四飞行大队驻徐州九里山机场，当时拥有15架运五飞机，主要负责华东六省一市的农业、林业、抗洪救灾等任务。1966年搬迁到合肥三里街机场。1991年改制为东航安徽分公司。
1976年，在周恩来总理指示下，民航总局从法国汤姆逊公司引进了10套甚高频全向信标设备。1978年为配合国际通航，加强航路导航，保障外航飞机按航线飞行，天津764厂用作仿制样机的TAH510型全向信标设备（CVOR）被安装在了徐州导航站的邳州导航台，使用了28年，现已经被收入了民航博物馆。
后来，设在九里山机场的民航中专搬迁到上海；民航基地管理处也撤了，民航设备修造厂的职工后来下岗分流。
后徐州大郭庄机场改为军民两用。